# Самокиш-Судковська Олена
Олена Самокиш-Судковська, до шлюбів Бенардо (Besnard) (1863-1924) — російська художниця, ілюстраторка.

## Біографія
Народилася в Санкт-Петербурзі, дочка військового інженера. Закінчила Павлівський інститут, два роки навчалася в художній школі в Гельсінгфорсі і брала приватні уроки у Василя Верещагіна. 1883 року стала дружиною академіка живопису Руфіна Судковського, але через 2 роки він помер від тифу. 1885 року виїхала до Парижу, де навчалася в приватній академії Ж. Бастьєн-Лепажа. 1889 року пошлюбила художника Миколу Самокиша. У цьому шлюбі вона прийняла подвійне прізвище Самокиш-Судковська.
У 1900-і роки Олена працювала в книготорговому плакаті. Дуже багато малювала для «Ниви», в тому числі оформляла різдвяні та великодні номера журналу, робила малюнки кольорових календарів, що випускалися «Нивою» як новорічні додатки. Публікувала малюнки в інших ілюстрованих виданнях («Пробудження» тощо), Малювала плакати, афіші, театральні програмки, робила видавничу і промислову рекламу.
Ілюструвала книги, зокрема, дитячі. Входила в Перший жіночий художній гурток (1882-1918), її роботи виставлялися разом з полотнами метрів російського мистецтва Верещагіна, Шишкіна, Рєпіна. 1896 року за малюнки для «Коронаційного збірника» отримала Найвищу нагороду і медаль на блакитній стрічці.
Писала портрети і жанрові картини, але відома в основному як книжкова ілюстраторка. Зокрема, ілюструвала Пушкіна. Її малюнкам закидали кічевість. Так говорили про її ілюстрації до «Євгенія Онєгіна» у виданні 1908 року (видавництво Голіков і Волберг, Санкт-Петербург). Широко відомі також її ілюстрації до казки Єршова «Горбоконик».
Подружжя часом працювало разом: брали участь в підготовці ілюстрованого видання «Мертвих душ» Гоголя (друкарня А. Ф. Маркса, 1901). В одному із залів Вітебського вокзалу (в той час Царськосільський вокзал), зведеному в 1901-1904 роках, стіни прикрашені створеними ними панно, присвяченим історії Царскосільської залізниці.
Захоплена модерном, художниця у своїй творчості часто використовувала різноманітні орнаментальні бордюри і віньєтки, заставки і кінцівки, химерні і завжди розкішні гірлянди. Її роботи публікувалися в столичних журналах і на листівках видавництва громади св. Євгенії (відомому і під назвою «Видавництво Червоного Хреста»), яке в Росії стало випускати перші поштові картки.
Після більшовицького перевороту деякий час жила в Парижі, де і померла. За іншими даними, померла у Виборзі 1924 року.

Із ілюстрацій до «Євгенія Онєгіна»
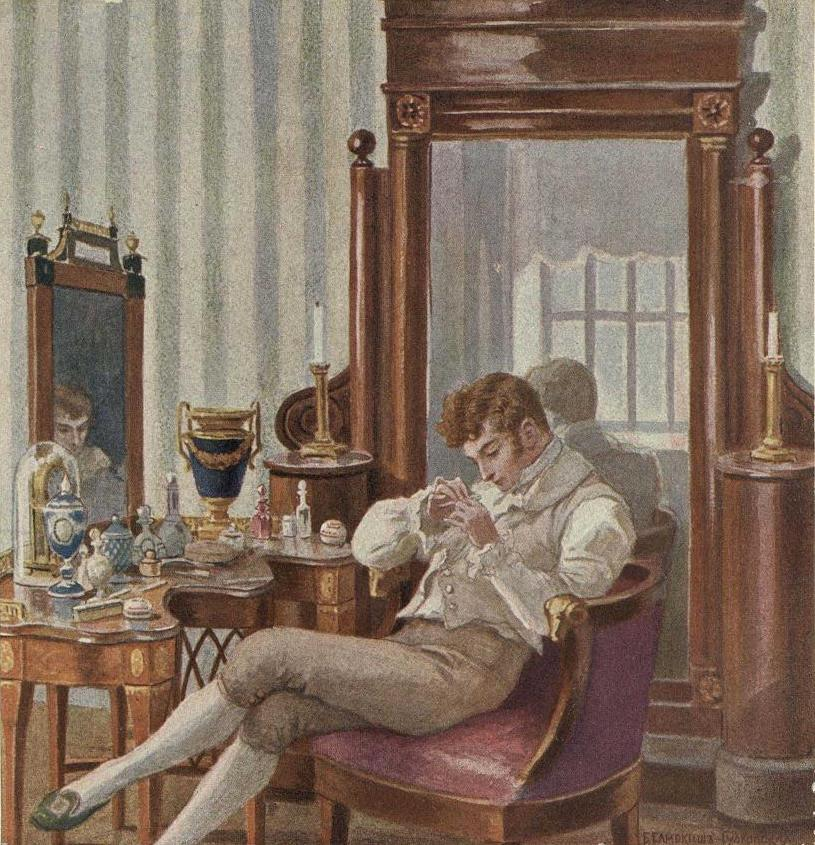
Онєгін у себе в кабінеті
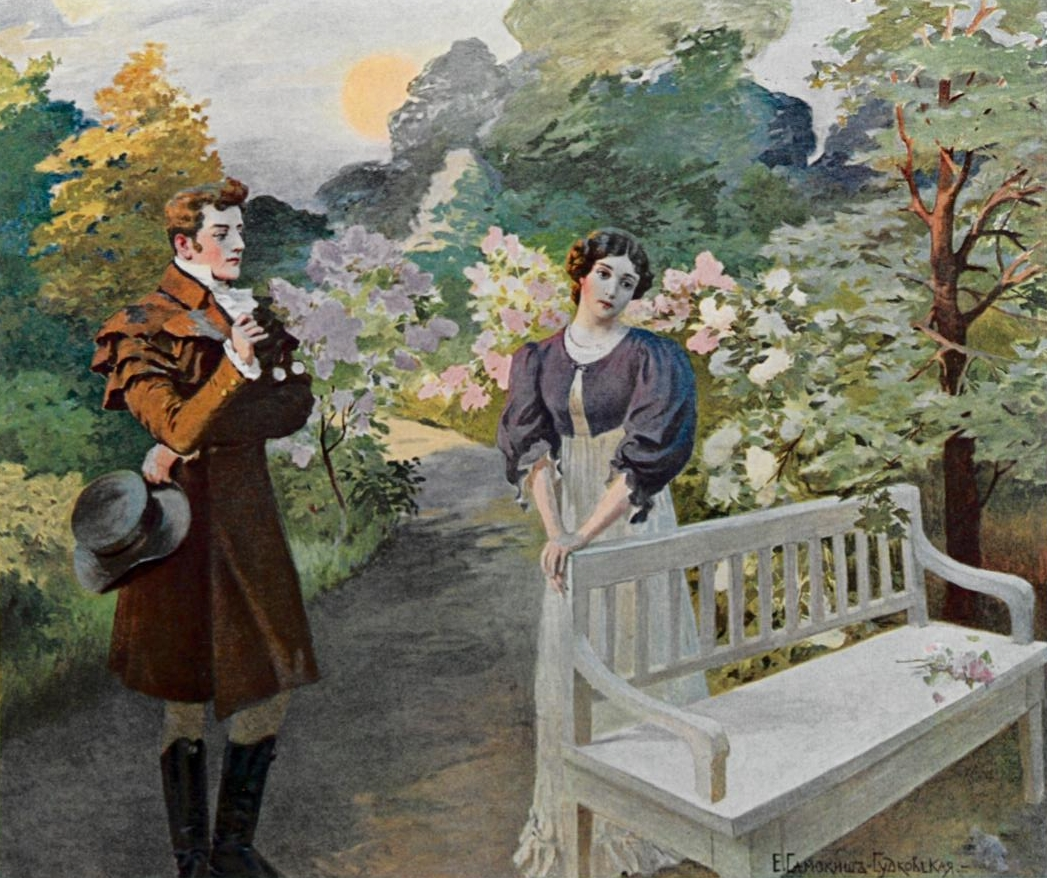
Онєгін і Тетяна
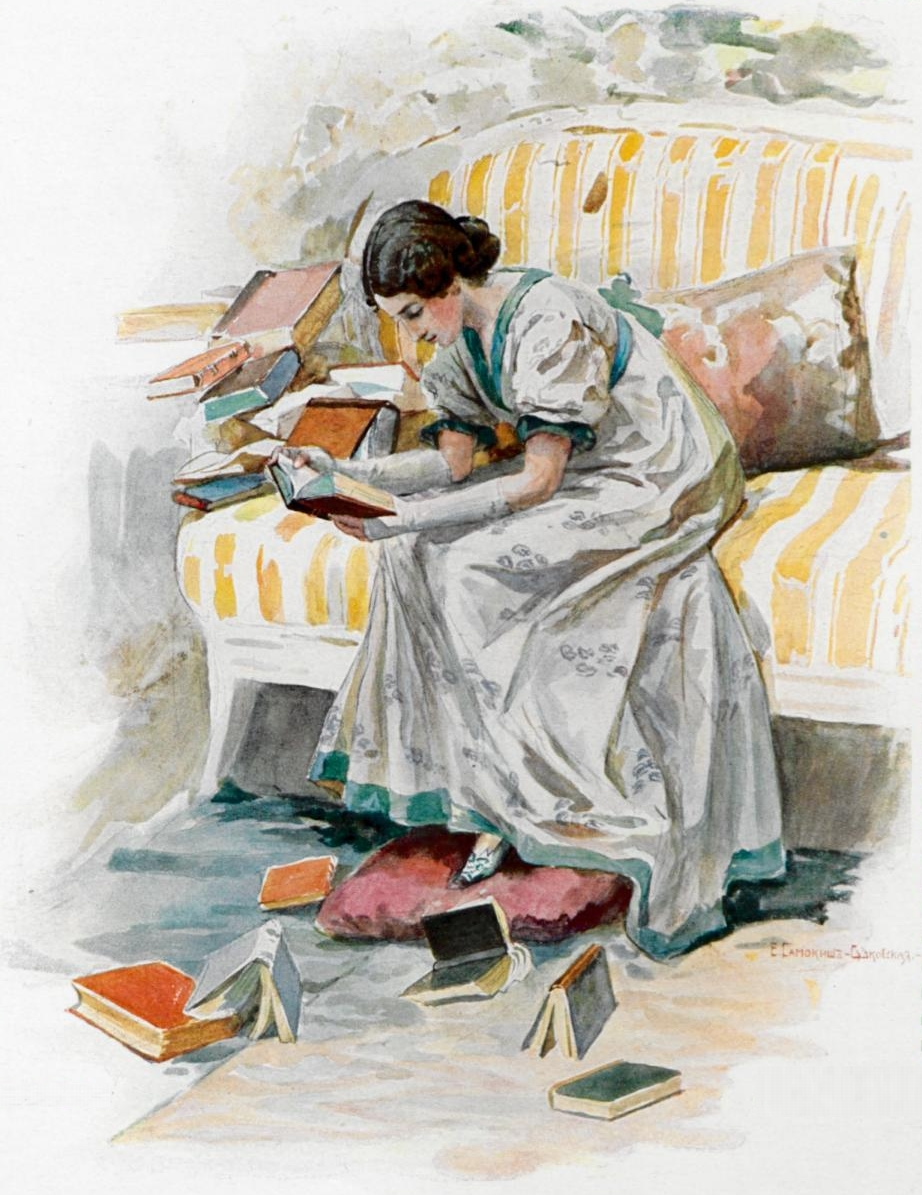
Тетяна